# Pero da Ponte
Pero da Ponte est un poète médiéval espagnol qui a écrit entre 1235 et 1260. Probablement d'origine galicienne et écuyer de profession.
Il a été actif durant les règnes de Ferdinand III de Castille et Alphonse X de Castille. 
Il est l'auteur de 53 textes: 7 cantigas de amor, 7 cantigas de amigo, 23 cantigas de escarnio, 3 satyres littéraires contre Sueiro Eanes, 1 complainte (planh) burlesque, 4 sirventès moraux, 2 éloges, 4 planhs, 1 tenson et 1 partimén (tenson avec un thème amoureux). 